# Nørre Felding
Nørre Felding – miasto w Danii, w regionie Jutlandia Środkowa, w gminie Holstebro.